# Кульдур (селище міського типу)
Кульдур (рос. Кульдур) — смт у Облученському районі Єврейської автономної області Російської Федерації.
Входить до складу муніципального утворення Кульдурське міське поселення. Населення становить 1392 особи (2018).

## Історія
Згідно із законом від 26 листопада 2003 року органом місцевого самоврядування є Кульдурське міське поселення.

## Населення
| 1939  | 1959  | 1970  | 1979  | 1989  | 2002  | 2009  |
| ----- | ----- | ----- | ----- | ----- | ----- | ----- |
| 2319  | ↗2367 | ↗3173 | ↘3127 | ↗4132 | ↘1957 | ↘1862 |
| 2010  | 2011  | 2012  | 2013  | 2014  | 2015  | 2016  |
| ↘1609 | ↘1603 | ↘1579 | ↘1551 | ↘1519 | ↘1465 | ↘1457 |
| 2017  | 2018  |       |       |       |       |       |
| ↘1429 | ↘1392 |       |       |       |       |       |